# 李昞 (唐国公)
李昞（？—？），南北朝時期北周官员，是唐朝開國君主李淵之父。

## 生平
李昞个性非常孝顺，沉着持重有见识与器度，年少时受到宇文泰的礼遇，封汝阳县伯，食邑五百户，很快出任抚军大将军、大都督、通直散骑常侍，又转任车骑大将军，袭封陇西公，升任骠骑大将军、开府仪同三司、侍中。保定四年九月丁巳（564年9月22日），李昞袭爵唐国公，出任御中正大夫，历任安州刺史、安州总管，行政简约沉静，非常受当时的赞誉。天和六年五月丙寅（571年6月27日），大将军唐国公李昞升任柱国。李昞死后，朝廷赠予少保、同华等八州刺史，谥号仁。
李淵登位後，他被尊為皇帝，廟號世祖，諡號元皇帝，陵墓称兴宁陵。

## 家庭

### 父母
- 李虎，西魏右军大都督、柱国大将军、少师、陇西襄公，追尊唐太祖
- 梁氏，追尊景烈皇后

### 夫人
- 独孤氏，北周太保、大宗伯、卫国公独孤信第四女

### 子女
- 长子梁王李澄
- 次子蜀王李湛
- 三子鄭王李洪[5][6][7]
- 四子唐高祖李淵
- 同安公主，高祖同母妹，嫁隋州刺史王裕
- 李氏，嫁唐朝西韩州刺史鹿裕[8]

## 影視形象
- 2018年电视剧《独孤天下》：卢星宇饰